# Elite Residence
Residence Elite es un rascacielos en Dubái, Emiratos Árabes Unidos, en el distrito de la Marina de Dubái, con vistas a una de las palmeras artificiales. El edificio mide 381 m de altura y tiene 87 pisos. De las 87 plantas 76 son de apartamentos (697) y las otras 15 incluyen servicios como piscinas, spas, áreas de recepción, centros de salud, un centro de negocios y un gimnasio. Su construcción finalizó en 2012.
```

```